# インディアン狩り
『インディアン狩り』（インディアンがり、The Scalphunters）は1968年に公開されたアメリカ合衆国の映画。監督はシドニー・ポラック。主演はバート・ランカスター、オジー・デイヴィス、テリー・サバラス。音楽はエルマー・バーンスタインが担当した。
オジー・デイヴィスはこの映画でゴールデングローブ助演男優賞にノミネートされた。

## キャスト
| 役名         | 俳優                   | 日本語吹替                               |
| 役名         | 俳優                   | NETテレビ版                              |
| ------------ | ---------------------- | ---------------------------------------- |
| ジョー・バス | バート・ランカスター   | 久松保夫                                 |
| ケイト       | シェリー・ウィンタース | 富永美沙子                               |
| ハウイー     | テリー・サバラス       | 大平透                                   |
| リー         | オジー・デイヴィス     | 内海賢二                                 |
| ジェド       | ダブニー・コールマン   |                                          |
| 不明 その他  |                        | 仲村秀生 細井重之 水島晋 野本礼三 筈見純 |
|              |                        |                                          |
| 演出         | 演出                   | 小林守夫                                 |
| 翻訳         | 翻訳                   | 進藤光太                                 |
| 効果         |                        |                                          |
| 調整         |                        |                                          |
| 制作         | 制作                   | 東北新社                                 |
| 解説         | 解説                   | 淀川長治                                 |
| 初回放送     | 初回放送               | 1973年3月18日 『日曜洋画劇場』           |